# Tomasz Nowak (dominikanin)
Tomasz Nowak OP (ur. 20 września 1971 w Ostrowcu Świętokrzyskim) – polski duchowny rzymskokatolicki, dominikanin, rekolekcjonista, autor książek i audiobooków, youtuber. W latach 2015–2021 przeor klasztoru ojców dominikanów w Łodzi.

## Życiorys
Wstąpił do Zakonu Braci Kaznodziejów w 1994 roku. Na Uniwersytecie im. Adama Mickiewicza w Poznaniu uzyskał tytuł licencjata teologii. Śluby wieczyste złożył w 2000 roku. Święcenia kapłańskie przyjął 26 maja 2001, w tym samym roku obronił również pracę magisterską, zatytułowaną Droga do świętości według „Twierdzy wewnętrznej” świętej Teresy z Avila, napisaną pod kierunkiem o. Jarosława Kupczaka na Papieskiej Akademii Teologicznej w Krakowie.
Był duszpasterzem młodzieży szkół średnich w duszpasterstwie „Przystań” w Krakowie, submagistrem nowicjatu w Poznaniu i Warszawie, a także duszpasterzem muzyków w Poznaniu, gdzie tworzył inicjatywę Wielbienia, z której wywodzą się rekolekcje „Na fali wielbienia”.
Od 2014 pracował w Łodzi. Był wykładowcą homiletyki w Kolegium Filozoficzno-Teologicznym Dominikanów w Krakowie i członkiem Dominikańskiego Ośrodka Kaznodziejskiego. Wspólnie z o. Adamem Szustakiem przewodniczy spotkaniom uwielbieniowym organizowanym w różnych miastach Polski. Obecnie, od 2022 roku, jest duszpasterzem Spotkań Młodych LEDNICA 2000.
13 stycznia 2015 objął urząd przeora klasztoru w Łodzi, zastępując na tym stanowisku o. Pawła Gużyńskiego. Trzy lata później został ponownie wybrany do pełnienia tej funkcji, drugą kadencję rozpoczął 21 marca 2018. Jego następcą został w dniu 18 lutego 2021 o. Marek Rojszyk.
Od 2019 roku prowadzi w serwisie YouTube własny kanał zatytułowany Strefa Wodza. Udziela się także na kanałach Langusta na Palmie i Dominikanie.pl. Jest miłośnikiem jazzu, gra na gitarze, bębnach i instrumentach perkusyjnych. Był inicjatorem Zaduszek Jazzowych w Poznaniu.
W 2018 otrzymał Brązowy Medal „Zasłużony Kulturze Gloria Artis”.

## Publikacje

### Książki
- Droga wodza. Jak orzeł w kurniku (Wydawnictwo WAM, 2016)
- Mężczyzna na Bożą miarę (Edycja Świętego Pawła, 2017)
- Ojcowie i córki. Rozmowy o nieidealnej miłości, wspólnie z Magdaleną Frączek (Wydawnictwo Znak, 2019)
- Poszukiwacze pereł. Jak odnaleźć to, za co będziesz gotów oddać wszystko, co masz? (Wydawnictwo RTCK, 2019)
- Decyzje, które zmieniły świat, wspólnie z o. Wojciechem Jędrzejewskim, o. Piotrem Olesiem i o. Tomaszem Grabowskim (Wydawnictwo W drodze, 2020)
- Prosta modlitwa, wspólnie z o. Wojciechem Jędrzejewskim, o. Tomaszem Grabowskim i Szymonem Popławskim (Wydawnictwo W drodze, 2020)
- W ciemno za światłem, czyli jak nie stracić wiary, wspólnie z Marcinem Jakimowiczem (Wydawnictwo WAM, 2021)
- Test na Ojcostwo (Wydawnictwo WAM, 2022)

### Audiobooki
- Więcej ciała (Fundacja Malak, 2015)
- Krzyżowa Droga do Zwycięstwa, wspólnie z o. Adamem Szustakiem, bp. Grzegorzem Rysiem, ks. Piotrem Pawlukiewiczem, ks. Markiem Dziewieckim, Arkadiuszem Zbozieniem, o. Maciejem Szczęsnym i o. Stanem Fortuną (Wydawnictwo RTCK, 2016)
- Przebudzenie Emmanuela, wspólnie z Magdaleną Frączek (Wydawnictwo RTCK, 2016)
- Mirra i pomarańcze, wspólnie z o. Tomaszem Gajem (Wydawnictwo WAM, 2016)
- Śmiałość w modlitwie (Wydawnictwo W drodze, 2016)
- Mężczyzna na Bożą miarę (Edycja Świętego Pawła, 2017)[13][16][17]